# Attatha barlowi
Attatha barlowi är en fjärilsart som beskrevs av Louis Beethoven Prout 1921. Attatha barlowi ingår i släktet Attatha och familjen nattflyn. Inga underarter finns listade i Catalogue of Life.